# Осока рыхлая
Осока рыхлая (лат. Carex laxa) — вид травянистых растений рода Осока (Carex) семейства Осоковые (Cyperaceae).

## Ботаническое описание
Многолетнее травянистое растение. Корневище тонкое с побегами; стебли не скученные, слабые, трёхгранные, гладкие, 25—30 см высотой и ½—⅔ мм толщиной, в нижней части с немногими листьями, при основании одетые бурыми влагалищами. Листья короче стебля, нежёсткие, плоские или отчасти вдоль сложенные и оттого сверху желобчатые, по краям гладкие, 1—2 мм шириной.
Колоски в числе 3, значительно (на 3—7 см длиной) расставленные, на длинных и тонких (1½—4 см длиной и ⅙—⅕ мм толщиной), несколько сплюснутых и гладких цветоносах; верхушечный — мужской, прямостоячий, линейный или веретенообразный, 12—17 мм длиной; остальные — женские, продолговатые или мало продолговато-цилиндрические, 1—1,5 см длиной и 4—5 мм шириной, 6—12-цветковые, довольно плотные, поникающие на дугообразно-изогнутых цветоносах, выходящих из довольно длинных (1—1,5, реже до 2 см длиной) влагалищ прицветников, несущих довольно длинные (2—4 см длиной) листовые пластинки, сходные с стеблевыми листьями; из них нижняя почти равна колоску вместе с цветоносом, но короче всего соцветия. Женские прицветные чешуйки яйцевидные, тупые или коротко и туповато заострённые, рыжевато-бурые с зеленоватой срединной полоской, почти равны или немного короче мешочков, которые продолговато-эллиптические, к обоим концам суженные, тупо-трёхгранные, 3—3,5 мм длиной и около 1,5 мм шириной, с тонкими жилками, бледно-зелёные, густо усеянные очень мелкими беловатыми бородавочками, при основании с короткой широкой ножкой, на верхушке довольно быстро переходящие в короткий буроватый цельный немного выемчатый носик. Рылец 3. Плоды в июле и августе. Хромосомы 2n=58.

## Распространение и экология
Северная Америка и Евразия. Растёт в лесной области на моховых и осоково-моховых болотах, сырых осоковых лугах и заболоченных берегах рек, а также на равнине и в лесном поясе гор.